# Margriet van Reisen
Margriet van Reisen is een Nederlandse mezzosopraan.

## Opleiding
Van Reisen studeerde cum laude af aan het Utrechts Conservatorium en deed vervolgens de opera-opleiding aan de Guildhall School of Music and Drama in Londen.

## Activiteiten

### Met orkest
Margriet van Reisen soleerde bij bijna alle Nederlandse professionele orkesten, waaronder het Koninklijk Concertgebouworkest. Verder zong ze bij de Berliner Philharmoniker, Orchestre Symphonique de Montréal, Gulbenkian Orkest Lissabon, Nationaal Orkest van Spanje, Staatskapelle Weimar, Bamberger Symphoniker en de Belgrade Philharmonic. Ze werkte daarbij samen met dirigenten als Frans Brüggen, Nikolaus Harnoncourt, Richard Hickox, Neeme Järvi, Eri Klas, Reinbert de Leeuw, Jonathan Nott en Marc Soustrot.

### Opera
Van Reisen zong de rol van Ilana in de opera After Life  van Michel van der Aa bij De Nederlandse Opera tijdens het Holland Festival 2006. Ook zong ze de rol van Derde Maagd in Elektra  van Richard Strauss, onder leiding van Ingo Metzmacher.

### Kamermuziek
Van Reisen trad op met onder andere het Asko/Schönberg Ensemble, Nieuw Ensemble, Nederlands Blazers Ensemble en Ensemble Oxalys. Ze vormt duo’s met de pianisten Rudolf Jansen en Ksenia Kouzmenko. Met slagwerker Arnold Marinissen stelde ze het programma "Prrrrraat" samen waarin bekende en onbekende kamermuziek (soms bewerkt voor deze combinatie door met name Marinissen) is opgenomen in een komisch en nieuw verhaal over een prinses (Van Reisen) en een kikvors (Marinissen). Het programma werd gebracht voor publiek vanaf 6 jaar.

### Lichte muziek
Tijdens de Nederlandse Muziekdagen 2007 zong Van Reisen in een programma met Spinvis en het Metropole Orkest. Eerder al heeft ze opgetreden in een gemengd klassiek/jazzprogramma met drummer en jazz chatter Edwin Rutten op het Theaterfestival Boulevard te 's-Hertogenbosch.

### Festivals en bijzondere projecten
Margriet van Reisen zong tijdens de festivals van Santander en San Sebastian, Wien Modern en de Salzburger Festspiele en het Holland Festival. Toen Koningin Beatrix een staatsbezoek bracht aan België in 2006 trad Van Reisen op tijdens een concert met het Residentie Orkest.

## Prijzen en onderscheidingen
Van Reisen won prijzen op het Koningin Elisabeth Concours (2000), het Schubert-concours van de Guildhall School of Music and Drama (2000) en het Internationaal Vocalisten Concours 's-Hertogenbosch (1998).

## Cd-opnamen
Margriet van Reisen heeft opnames gemaakt met de Berliner Philharmoniker o.l.v. Jonathan Nott (György Ligeti) en het Brabants Orkest o.l.v. Marc Soustrot (Maurice Duruflé). Ook nam ze kamermuziek op, onder meer Mahlers Das Lied von der Erde (met André Post en het Oxalys Ensemble) en liederen van Johannes Brahms en Julius Röntgen (met Francien Schatborn, altviool en Jeannette Koekkoek, piano).